# Robert Bossuat
Pour les articles homonymes, voir Bossuat.
Robert Bossuat est un philologue romaniste français, spécialiste de la littérature médiévale, membre de l'Institut, né le 6 août 1888 à Paris Xe et mort le 12 novembre 1968 à Paris VIIIe.

## Biographie
D'une famille originaire de la Nièvre, Robert Émile Étienne Bossuat entre à l'École nationale des chartes en 1908 et en sort deuxième avec une thèse sur le Livre d'amours de Drouart la Vache sous la direction de Paul Meyer. Également titulaire d'une licence de la faculté des lettres et d'un diplôme de l'École pratique des hautes études, il réussit le concours de l'agrégation de grammaire en 1914.
Dès la fin de ses études, il est mobilisé, blessé et fait prisonnier. À la fin de la guerre, il commence à enseigner dans le secondaire, à Laon, Dijon puis Paris : cette activité ne l'empêche pas de mettre la dernière main à sa thèse de doctorat en 1925. Préférant demeurer à Paris, il continue à enseigner dans le secondaire mais est chargé de cours à l'École pratique des hautes études et à la Sorbonne (1927 et 1930). Il est enfin élu à la chaire de sources narratives et littéraires de l'École des chartes en 1937.
Il passe à la chaire de philologie romane au départ de Clovis Brunel (1955) et se retire lui-même en 1958. Il est élu membre de l'Académie des inscriptions et belles-lettres en 1962 et meurt en 1968.
il est inhumé au cimetière parisien de Pantin dans la 14e division avec son épouse Suzanne Feuillatre (1894-1978).
Son frère André Bossuat (1892-1967) était un historien réputé. Sa fille Denise Bossuat a également étudié à l'Ecole des chartes et a été conservatrice d'archives et historienne ; elle a épousé Didier Ozanam.

## Sources
- Jacques Monfrin, « Robert Bossuat » dans Bibliothèque de l'École des chartes, 129-2, 1971, p. 514-521

- Ressources relatives à la recherche :   - Académie des inscriptions et belles-lettres
  - La France savante
  - Persée
  - Thèses de doctorat ès lettres soutenues en France de 1808 à 1940
- Ressource relative à la vie publique :   - base Léonore
- Notice dans un dictionnaire ou une encyclopédie généraliste :   - Deutsche Biographie
- Notices d'autorité :   - VIAF
  - ISNI
  - BnF (données)
  - IdRef
  - LCCN
  - GND
  - CiNii
  - Belgique
  - Pays-Bas
  - Pologne
  - Israël
  - NUKAT
  - Catalogne
  - Vatican
  - Australie
  - Norvège
  - Tchéquie
  - Portugal
  - WorldCat